# Маканга, Андре
Андре́ Венсесла́у Валенти́н Мака́нга (порт. André Venceslau Valentim Macanga; род. 14 мая 1978, Луанда) — ангольский футболист и тренер.
Играл на позиции опорного полузащитника, отличался высокой физической силой. На клубном уровне Маканга выступал за португальские «Салгейруш», «Алверка», «Витория» (Гимарайнш), «Боавишта», турецкий «Газиантепспор», кувейтские «Аль-Кувейт» и «Аль-Джахра». С 1999 по 2012 год был игроком национальной сборной Анголы, участник чемпионата мира 2006 года, был капитаном сборной. Маканга завершил игровую карьеру в 2012 году, в феврале 2014 года стал ассистентом главного тренера сборной Анголы. Некоторое время исполнял обязанности наставника национальной команды. Под его руководством она провела четыре матча, в которых потерпела три поражения.